# Old Amsterdam
Old Amsterdam – marka sera gouda produkowano przez firmę Westland Kaasspecialiteiten B.V. mającą siedzibę w Huizen w Holandii. Marka Old Amsterdam istnieje od 1985 roku i jest nazwą prawnie zastrzeżoną.

## Właściwości sera Old Amsterdam
Old Amsterdam Original to długo leżakujący podpuszczkowy ser o lekko słodkim i orzechowym smaku. Bogaty w dojrzewające kryształy, o konsystencji zwartej i gładkiej produkowany w kręgach o wadze 11kg pokrytych czarnym woskiem. Doskonale nadaje się jako przekąska do win czerwonych i porto. Jest jednym z doskonale rozpoznawalnych holenderskich produktów eksportowych.

## Odmiany sera Old Amsterdam

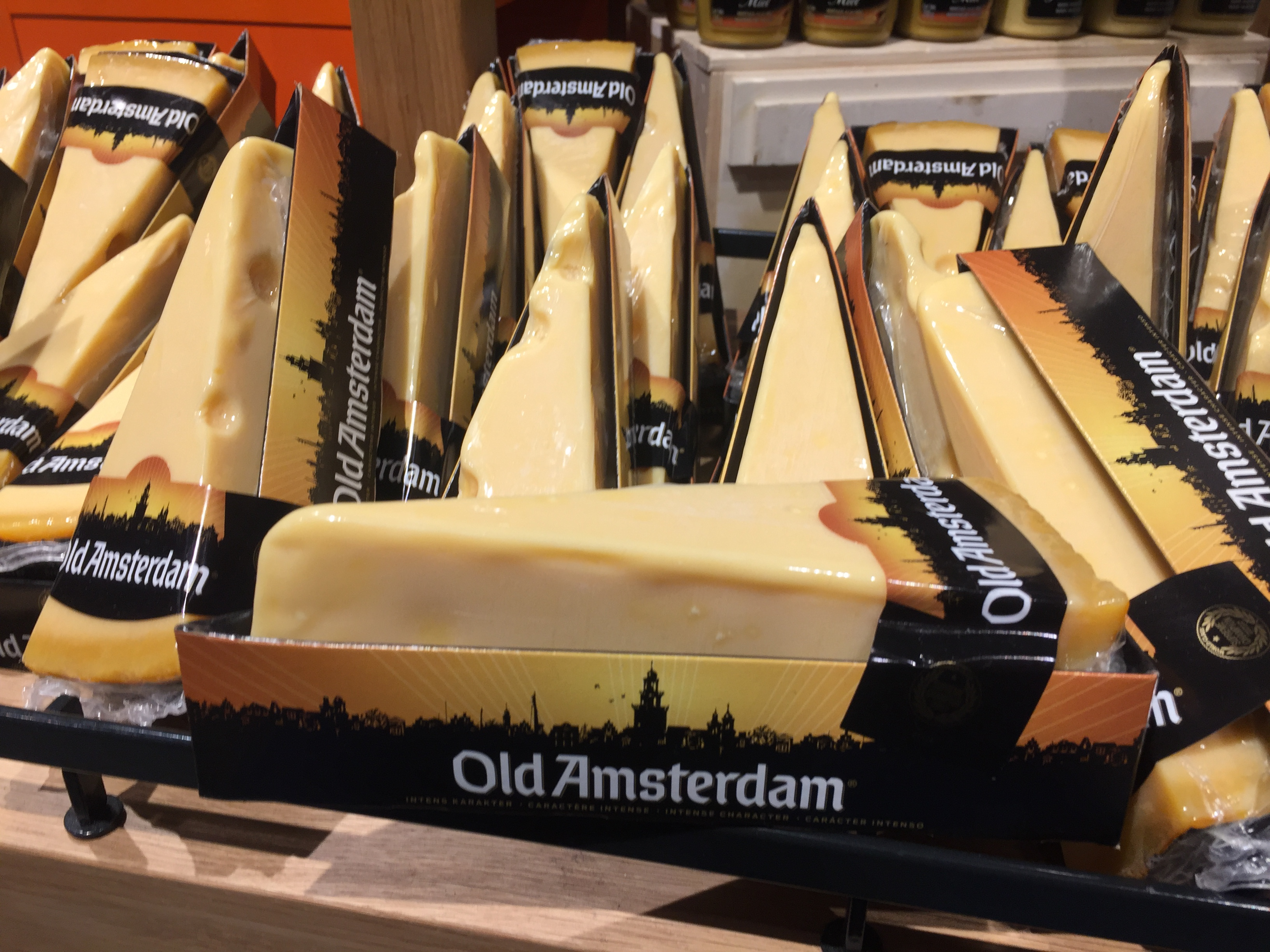

Old Amsterdam Original 48+ – pełnotłusty długo leżakujący,
Old Amsterdam 35+ – o zmniejszonej zawartości tłuszczu długo leżakujący,
Old Amsterdam Belegen – krótko leżakujący,
Old Amsterdam Geitenkaas – z mleka koziego,

Old Amsterdam Créme – do smarowania.

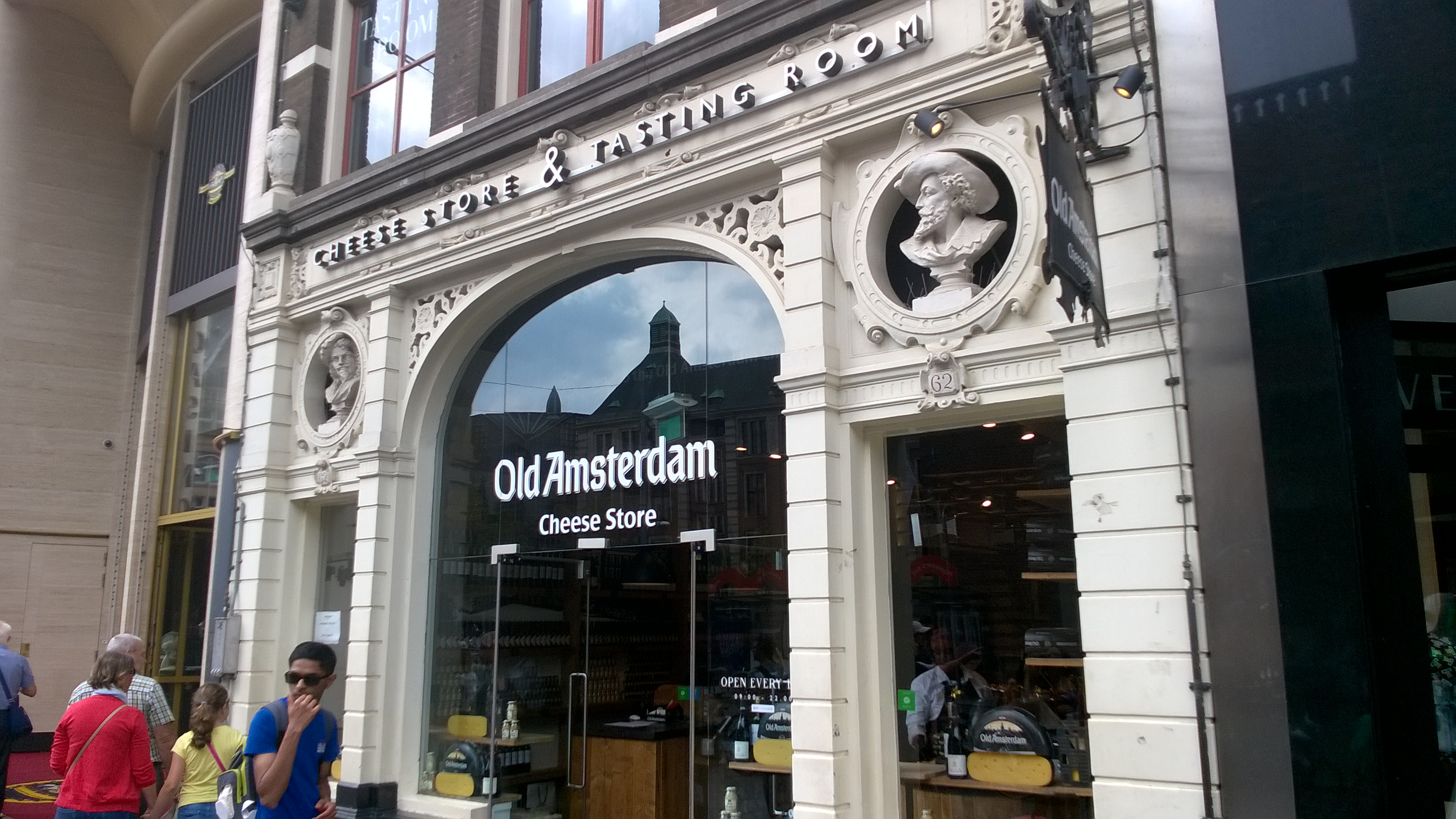

## Nazwa sera
Reklama i nazwa sera sugerują, że ser jest wytwarzany od wielu lat w Amsterdamie. Jednak ser nie pochodzi z Amsterdamu i naprawdę nie jest to stary ser, bo wtedy według holenderskiej klasyfikacji serów powinien się nazywać Oud Amsterdam. Jednak firma Westland Kaasspecialiteiten B.V. potwierdza, że ser leżakuje tylko ok. 8 miesięcy, a „starość” jest uzyskiwana poprzez specjalny zabieg technologiczny. Dlatego w nazwie sera jest użyte angielskie słowo „old” a nie niderlandzkie „oud”.